# Арапов Олександр Васильович
Олександр Васильович Арапов (1 листопада 1959, с. Чиндяново, Мордовська АРСР — 14 червня 2011, Саранськ) — ерзянський письменник і поет, журналіст, перекладач. Редактор журналу «Сятко». Лауреат премії імені Матіаса Кастрена (Фінляндія). Засновник жанру міського романсу в ерзянській бардовій культурі.

## Біографія
У 1964 році сім'я переїхала в Кабаєво (ерз. Кобале веле) — рідне село матері. Тут пройшли дитинство і юність поета. Олександру було 14 років, коли у районній газеті «Нове життя» було надруковано його перший вірш. Поет-початківець повірив у свої сили і став посилати свої вірші в Москву. Незабаром вони почали друкуватися в журналі «Піонер», прозвучали по Всесоюзному радіо — передачі «Ровесники» та у програмах радіостанції «Юність».
У 1977 році Арапов з відзнакою закінчив Кабаєвську середню школу і вступив на філологічний факультет Мордовського державного університету. Після 3 курсу перевівся на факультет журналістики Московського державного університету імені М. В. Ломоносова, який закінчив у 1983 році.
Поет прагнув не пропустити жодної важливої літературної події: був членом літоб'єднання «Луч» при Московському університеті, відвідував літературну студію при журналі «Юность». Був знайомий з поетом, відомим вченим, професором МДУ імені М. В. Ломоносова Едуардом Бабаєвим.
По закінченні університету, А. В. Арапов працював кореспондентом газети «Мордовський університет» (м. Саранськ), з 1985 по 1989 рік — літературним співробітником. З 1989 по 2000 рік — редактор відділу поезії журналу «Сятко», з 2002 року — головний редактор журналу.
Журнал «Сятко», очолюваний А. В. Араповим, став центром пропаганди ерзянської літератури і культури. На його сторінках публікуються твори письменників, які стали надбанням ерзянської і загальноросійської літератури. Багато уваги поет приділяв підготовці молодих літературних кадрів.
Олександр Арапов писав ерзянською та російською мовами. З 1994 року член Союзу письменників Росії. Був постійним членом журі Всеросійського фестивалю національної пісні «Од вий».
Помер 14 червня 2011 року. Похований в Саранську.

## Нагороди та визнання
- 1997 — лауреат премії імені Матіаса Кастрена (Фінляндія)
- 2000 — лауреат тижневика «Літературна Росія»
- 2007 — лауреат I-го Міжнародного фестивалю фінно-угорської книги «Тиринь-тядянь вал» («Рідне слово») у номінації «найпопулярніша поетична книга рідною мовою»
- 2007 — лауреат республіканського конкурсу ЗМІ та журналістів «Дзеркало нації» у номінації «Хранителі традицій»
- 2008 — дипломант цього ж конкурсу у номінації «Кращий етножурналіст».